# Mylin
Mylin (pol. hist. „Mylino”) – wieś sołecka w Polsce położona w województwie wielkopolskim, w powiecie międzychodzkim, w gminie Chrzypsko Wielkie, nad brzegami Jeziora Wielkiego i Jeziora Radziszewskiego.

## Historia
Wieś pierwotnie związana była z Wielkopolską. Ma metrykę średniowieczną i istnieje co najmniej od połowy XIV wieku. Wymieniona pierwszy raz w łacińskim dokumencie z 1393 jako „Melino”, 1399 „Milino”, 1399 „Milino”, 1416 „Melino”, 1422 „Melyno”, 1451 „Milynono”, 1470 „Myelino”, 1471 „Mylyno, Milyno”, 1563 „Mielnio”.
Wieś była początkowo własnością szlachecką należącą do lokalnej szlachty wielkopolskiej z rodu Kępskich, którzy od nazwy wsi przyjęli swoje odmiejscowe nazwisko Mylińskich, a później także do spokrewnionych z nimi Kopanickich. W 1471 leżała w powiecie poznańskim Korony Królestwa Polskiego. W 1508 należała do parafii Chrzypsko Wielkie.
Pod koniec XIV wieku w latach 1394-1399 jako właścicielka we wsi odnotowana została Hanka Mylińska wdowa po Sędziwoju Mylińskim zwanym też Kępskim od wsi Kępy leżącej koło Szamotuł. W 1394 pozwała ona kasztelana starogrodzkiego Mikołaja o to, że jego syn zobowiązał jej męża do poręczenia pożyczki w wyniku czego po śmierci męża odziedziczyła dług. W wyniku procesu w 1399 Mikołaj zobowiązał się do spłacenia Hance spornej sumy 18 grzywien tytułem poręczenia za swego syna Jakuba. W latach 1395–1398 Hanka była z tego powodu w sporze sądowym z Żydem poznańskim Abrahamem synem Jordana.
W latach 1401–1444 odnotowano w archiwalnych dokumentach Sędziwoja Mylińskiego herbu Nowina syna Hanki i Sędziwoja, który odziedziczył majętności mylińskie. W 1401 toczył spór sądowy ze Stanisławem Rudzkim z Rudek koło Ostroroga o porękę. W 1401 kontynuował także spór swojej matki o 18 grzywien poręczenia z kasztelanem starogrodzkim Mikołajem. W 1403 został pozwany przez Jana i Andrzeja kapłanów oraz Dobiesława z Chrzypska Małego zaprzeczając przed sądem, że kazał swoim ludziom zabić Mikołaja. W 1416 Sędziwoj naganił szlachectwo Bartosza z Białcza herbu Przosna.
Źródła historyczne odnotowały także inne osoby pochodzące ze wsi. W 1438 odnotowano Jaśka z Mylina pisarza sądowego w Kcyni. W latach 1463–1473 odnotowano w Krakowie studentów pochodzących ze wsi: w 1463 Jana syna Andrzeja z Mylina  student w Krakowie, który w latach 1471-1475 był plebanem w Kaźmierzu oraz w 1506 Piotr syna Sędziwoja.
W 1541 Andrzej Myliński pozwany został przez Jana Chrzypskiego z Chrzypska Wielkiego o to, że przez zbudowanie grobli w Mylinie podniósł poziom wody w strudze płynącej z jeziora w Chrzypsku powodując zalanie łąk w tamtej wsi. W 1546 Wojciech kantor kruszwicki, pleban w Granowie oraz w Pczewie sprzedał swojemu krewnemu Janowi Mylińskiemu całe części w Mylinie, Radziszewie i Kłodzisku za 500 grzywien. W połowie XVI wieku majetności te odziedziczyły jego dzieci Jan, Sędziwój, Stanisław, Mikołaj, Wojciech, Dobrogost, Piotr, Zofia i Katarzyna Mylińskie.
Miejscowość odnotowano również w historycznych rejestrach poborowych. W 1508 odnotowano we wsi pobór podatków od 6 łanów, 6 groszy od karczmy, młyn opuszczony o jednym kole wodnym. W 1563 pobrano podatki od 6 łanów oraz karczmy dorocznej i młyna dorocznego o jednym kole. W 1577 pobór  podatkowy zapłacił ze wsi Jan Myliński syn Stanisława. W 1580 miał miejsce pobór z części Anny Mylińskiej od 2 łanów, 1/4 łana karczmarskiego, od 6 zagrodników, dwóch komorników, a z części należącej do Sędziwoja Mylińskiego od jednego łana, 5 zagrodników oraz młyna o dwóch kołach wodnych.
W wyniku II rozbioru Rzeczypospolitej w 1793, miejscowość przeszła w posiadanie Prus i jak cała Wielkopolska znalazła się w zaborze pruskim. W okresie Wielkiego Księstwa Poznańskiego (1815-1848) miejscowość należała do wsi większych w ówczesnym pruskim powiecie Międzychód w rejencji poznańskiej. Mylin należał do okręgu sierakowskiego tego powiatu i stanowił część majątku Sieraków, którego właścicielem był wówczas rząd pruski w Berlinie. Według spisu urzędowego z 1837 roku wieś liczyła 195 mieszkańców, którzy zamieszkiwali 22 dymy (domostwa).
W latach 1975–1998 miejscowość administracyjnie należała do województwa poznańskiego.

## Urodzeni w Mylinie
- Wincenty Mischke – polski działacz niepodległościowy, powstaniec wielkopolski, pułkownik Wojska Polskiego, kawaler Orderu Virtuti Militari[7].

## Demografia wsi
| rok  | 2001 | 2002 | 2003 | 2004 | 2005 | 2006 | 2007 |
| ---- | ---- | ---- | ---- | ---- | ---- | ---- | ---- |
| osób | 278  | 285  | 288  | 294  | 297  | 298  | 300  |

## Turystyka
- Brzegiem Jeziora Wielkiego biegnie trasa szlaku pieszego PTTK żółtego  z Nojewa i dalej do Śródki.
- W centrum wsi znajduje się Jezioro Radziszewskie mające ponad 43 ha.